# エリウゲナ

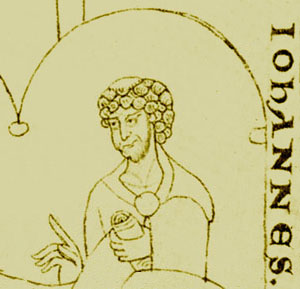
エリウゲナ

エリウゲナ（Johannes Scotus Eriugena, 810年? - 877年?）は、9世紀の神学者、哲学者。古代ギリシャ・ローマの諸学問に通じ、西フランク王国のシャルル2世の招きで宮廷学校長となってカロリング朝ルネサンス発展の一翼を担う。神学と哲学の一致を主張して総合的な思想体系を構築し、スコラ学の先駆者として位置づけられている。ヨハネス・スコトゥス、ヨハネス・スコトゥス・エリウゲナとも呼ばれる。ちなみに「エリウゲナ」とはアイルランド人という意味で彼のあだ名である。
1976年から発行されていたアイルランドの5ポンド紙幣に肖像が使用されていた。

## 生涯

### 前半生
アイルランド出身のエリウゲナは当時の西ヨーロッパでは珍しくギリシャ語に精通した人物であった。そのためギリシャ語著作の翻訳において活躍し、有名となった。845年ごろ、西フランク王国のシャルル2世（禿頭王）に招かれて宮廷学校で教鞭をとることになった。エリウゲナのもとで宮廷学校は名声を博し、多くの学生が集まった。マームズベリーのウィリアムの伝える挿話はエリウゲナの宮廷における立場をうかがわせるものになっている。それは以下のような話である。王があるときエリウゲナにたずねた。「エリウゲナと酒飲みの差はどれほどのものだろう？("Quid distat inter sottum et Scottum?")」エリウゲナは答えた。「テーブル1つ分くらいですな。("Mensa tantum”：ほとんど変わらないという意味）」
エリウゲナは30年にわたってフランク王国に滞在して後進の育成にあたった。858年ごろには東ローマ帝国皇帝ミカエル3世に乞われて偽ディオニシウス・アレオパギタのラテン語への翻訳と注釈に取り組んだ。ディオニシオスが西欧に紹介されたのはこれが最初であり、以後の西欧の神学に大きな影響を与えることになる。

### エリウゲナの業績と著作
エリウゲナの業績はアウグスティヌスとディオニシオス、ギリシャ教父と新プラトン主義の流れに沿ったものであった。主要な業績は、聖体に関する教説、偽ディオニシオスのラテン語訳などである。彼の研究はプラトンにまでさかのぼって、その普遍論争を中世に復活させるきっかけをつくった。普遍論争は中世の神学論争の中で最も盛んに議論され、スコラ哲学の発展に寄与することになる。
エリウゲナの第一の著作は後世に伝わらなかった聖体に関する教説である。推測によれば、エリウゲナはここで、聖体が単なるシンボルや記念にすぎないを主張したとされている。これは後にトゥールのベレンガリウスが同じことを主張して弾劾されている。ベレンガリウスは罰としてこのエリウゲナの論文を公衆の面前で焼かされたという。しかし、同時代人からエリウゲナの正統性に疑問が持たれた様子はない。それどころかエリウゲナは正統信仰の擁護者としてランスの大司教ヒンクマールの依頼を受けて修道士ゴットシャルクの唱えた二重予定説に反駁している。この反駁のために記されたのが今も残る『予定論』（"De divina praedestinatione"）である。しかし、その論調が極端であったため、かえってその信仰的正統性に疑問符をつけられてしまった。エリウゲナの論調はきわめて推論的で、哲学と神学の同一視を基本姿勢としている。このことは特に教父たちの教説と理性についての捉え方に明白に現れている。この著作はまずフロリウスとプルデンティウスによって問題が指摘され、855年のヴァレンスの教会会議と859年のラングレスの教会会議で断罪された。そこでエリウゲナの方法論は「悪魔の発明」とまで批判された。
エリウゲナの第二の著作は偽デュオニシウス・アレオパギタの著作のラテン語訳である。これはシャルル2世の依頼によるものであり、現代にも伝わっている。しかしアレオパギタの著作の持つ汎神論性が再びエリウゲナの評判を落とすことになる。教皇ニコラウス1世は自分の許可なくこのような翻訳が出たことに腹を立て、シャルル2世にエリウゲナのローマ召喚を命じ、宮廷からの解雇を求めた。
エリウゲナは中世の哲学者たちの中でも異彩を放っている。特にその思索の自由さと世界理解における論理と弁証法の大胆さは注目に値する。そう考えると、彼を一般にいわれるようなスコラ哲学の先駆者と位置づけることには多少の抵抗を感じるかもしれない。しかし、彼の業績はむしろプラトンにさかのぼる古代の哲学を中世のスコラ哲学へ結びつけたことにある。エリウゲナの中で哲学が神学の基礎という位置づけだったのかということは一考を要する。哲学と宗教の関係についてはエリウゲナの言葉がそのまま中世の神学者たちによって繰り返し引用されている。しかし、エリウゲナの思想をよく吟味すれば、彼が哲学および理性を第一のもの、源泉と考え、宗教と権威をそれに由来するもの、第二のものと考えていたことがわかるであろう。

### 自然区分論
さらにエリウゲナの著作で忘れてはならないものが『自然区分論』（"De divisione naturae"）である。この中で彼は自然を以下の四つに区分している。
1. 創造されず、創造する自然	（神）
2. 創造され、創造する自然	（善、真理、永遠、イデア、存在）
3. 創造され、創造しない自然	（世界、人間世界）
4. 創造されず、創造しない自然	（神と一つになる被造物の完成状態。）

そこでエリウゲナは人間を精神世界と物質世界をつなぎ目となる存在、移行部分と考えた。その方法論は非常に理論的で三段論法を駆使したものであった。しかし、神と被造物を神秘な様式としては同じ性質を持つとの結論は、汎神論と同じと見なされた。そのため『自然区分論』は1225年のセンス教会会議で教皇ホノリウス3世によって弾劾され、1585年のグレゴリウス8世の時代になってようやく五分冊になって出版されている。

### 後半生
彼の後半生についてはほとんどわかっていない。彼が882年にアルフレッド大王によってオックスフォードに招かれ、そこで教えながらマームスベリーの修道院長になり、生徒に刺された傷によって死に至ったという話にはほとんど根拠がない。おそらく他の同名の人物の伝承とごっちゃになったのであろう。むしろエリウゲナが生涯をフランスで過ごしたと考えるほうがつじつまが合う。実は彼については聖職者であったのか否かということまでわからない。だが、当時の時代背景を考えれば学者にして教師として招かれるほどであったエリウゲナは聖職者でおそらく修道士であったと考えるほうが自然である。

## 関連文献
- エティエンヌ・ジルソン 『中世哲学史』（渡辺秀訳、エンデルレ書店、1949年）
- R・L・シロニス 『エリウゲナの思想と中世の新プラトン主義』（創文社、上智大学「中世思想研究所研究叢書」、1992年）
- D・A・v・ハルナック『教義史綱要』（山田保雄訳、神戸キリスト教書店、1997年）